# ハイペリオンガンダム
ハイペリオンガンダム (HYPERION GUNDAM) は、「ガンダムシリーズ」のうちのコズミック・イラ (C.E.) 年代を描いた「ガンダムシリーズSEED」シリーズに登場する架空の兵器。漫画や小説といったテレビアニメ以外の媒体で展開される外伝「機動戦士ガンダムSEED ASTRAYシリーズ」のメカで、初出作品は2003年 - 2004年に「ガンダムエース」で連載されていた漫画『機動戦士ガンダムSEED X ASTRAY』。「ガンダムシリーズ」の主要兵器である人型ロボット「モビルスーツ (MS) 」の一種で、作中勢力のひとつである地球連合軍に所属する「ユーラシア連邦」の試作機。「ハイペリオン」は「高い天を行く者」の意味をもつギリシア神話の神「ヒュペリーオーン」に由来する。敵勢力である「プラント（ザフト）」への対抗兵器である一方で、同じ連合所属国の大西洋連邦が開発したMSへの優位性を示すという意味合いも込められている。C.E.のMSとしては初のビームシールド採用機で、それ以外の機体エネルギー消費を抑えるためにカートリッジ交換式の武装を採用している。劇中では製造された3機のうち、カナード・パルスが登場する1号機の活躍を主体に描かれる。
メカニックデザインは大河原邦男。
本記事では、関連作品に登場する派生機についても解説する。

## 設定解説
ユーラシア連邦が、自国製MSを製造するための「X」計画にもとづき、アクタイオン・インダストリー社と共同開発した機体。「X」計画自体は、同じ連合所属国家で初めてMSの独自開発に成功した大西洋連邦への対抗手段として発動され、対ザフト戦後の地球連合内での発言力を維持するべく行われた国家プロジェクトであった。
ゲルフィニートで培われたアクタイオン社のMS開発ノウハウが生かされており、同時に大西洋連邦とザフトの技術も盛り込まれた機体となっている。最大の特長として、ユーラシアの得意技術である光波防御帯シールド「アルミューレ・リュミエール (A.L.)」をMS用サイズまで小型化して装備しており、これを用いた独自の戦術思想にもとづく運用が可能である。その他の武装は、本体バッテリーの大半をA.L.へのエネルギー供給に回さなければならない都合上、それぞれに独立したエネルギー源をもたせたパワーセル方式を採用している。
型式番号の「CAT」は「Composition Armament Tactical=戦術構成兵装」の略であり、「X」は試作機を示している。数字ナンバーは / の左側がその機体の製造ナンバー、右側は総生産数を表す。したがって、ハイペリオンの総生産数は3機ということになる。その後の政治情勢の変化で、ユーラシア軍上層部が大西洋連邦製のダガーシリーズの供与を受けることを決定した結果、X計画は凍結され、ハイペリオンシリーズの生産も打ち切られる。

### 武装
RFW-99 ビームサブマシンガン「ザスタバ・スティグマト」
ザスタバ (ZASTAVA) 社製のビーム短機関銃。1発分のエネルギーを充填した薬莢型パワーセルからエネルギーを供給し、実体のマシンガンのように多数のセルを内蔵した専用マガジンを使用する。マニュアル操作でセミオート / フルオート射撃の切り替えが可能。使用済みのセルは右側面の排莢口から順次排出される。また、サイトセンサーとバレルの間に着脱式のビームナイフを装備。格闘はもちろん、柄ごと射出して敵の意表を突く隠し武器としても使われる。
ビームナイフ「ロムテクニカRBWタイプ7001」
通常のビームサーベルより短い刀身を形成する、ロムテクニカ社製の格闘武装。柄に設置された小型バッテリーでエネルギーを供給する方式であるため、機体稼働時間に影響をおよぼすことはない。両腕・両脚に1基ずつ、スティグマトのフレームに1基の合計5基を装備する。
ビームキャノン「フォルファントリー」
本機の武装で最大級の威力をもつ、ウイングバインダー先端部のビーム兵器。パワーセルの供給が続く限り、連射が可能。
モノフェーズ光波防御シールド「アルミューレ・リュミエール」
両腕に1基ずつ、ウイングバインダーに5基の発生装置を内蔵する。ユーラシア連邦の有する光波防御帯から発展した装備。アルミューレ・リュミエールとはフランス語で「装甲した光」を意味する。エネルギー消費を抑えて腕部の発生器のみを使用することでシールドとして機能するが、完全展開時に各部の発生器が展開して機体全体を覆うことにより、360度全方位の攻撃に対して鉄壁の守りを誇っている。従来の光波シールドは出入り双方向の攻撃を遮断するものであり、防御と同時に攻撃を行うことはできなかったが、本機のシールドは外部からの攻撃を遮断しつつ自機による内部からの攻撃を通すモノフェーズ（単位相指向型）光波シールドに改良されており、攻防一体を可能としている。ただし使用には多大な電力を必要とし、完全展開時の連続稼動時間はわずか5分となっている。発生装置を変形させることにより、攻撃用のビームランスとしても使用可能。この状態では同じ光波シールドの防御フィールドを突破することも可能となる。一方、対ビームコーティングやラミネート装甲で覆われた兵装で攻撃されると、光波シールドを突破される弱点をもつ。
また、この技術は他勢力にも流出し、それぞれ改良型や発展型が製作される。大西洋連邦のMS供与と引き換えにユーラシア連邦からの技術の譲渡が行われ、ザムザザーなど連合製の大型機動兵器に搭載された陽電子リフレクターが開発されている。また、ハイペリオンの開発を行っていたアクタイオン・インダストリーがザフトとも関係を持っていたためにザフトにも採用され、新型MSデスティニーなどや、クライン派が開発したストライクフリーダムなどに搭載されたビームシールドの原型となる。

### 劇中での活躍
1号機
元スーパーコーディネイター計画の被験者である特務兵カナード・パルスの搭乗機。グレー基調の2、3号機とは異なる白主体の塗装となっている。ニュートロンジャマーキャンセラー (NJC) を奪おうとドレッドノートと交戦するが、敗北して中破する。母艦オルテュギアを強奪してアルテミスを脱走後は、撃破した2号機のパーツで修復され、後述の「スーパーハイペリオン」に強化改造される。
スーパーハイペリオン
大西洋連邦管轄の月面プトレマイオス基地を襲撃してNJCを強奪し、小型艦船用の核エンジンを搭載して強化された1号機。A.L.の時間制限が消滅するとともに、各武装も核エンジンに接続されたケーブルを介して直接エネルギー供給され、さらに撃破した2号機から奪った分を足した2挺のスティグマトを装備する。C.E.71年9月27日にドレッドノート（Xアストレイ）に再び挑むものの、フォルファントリーを多用し過ぎた不具合による自滅で敗北し、核エンジンの暴走によって爆散する。その後、四散したハイペリオンの残骸から回収された武装の一部を改良し、Xアストレイを改修したドレッドノートイータに受け継がれる。
各種ゲーム作品では、ハイペリオンガンダム（NJC装備）と表記されることが多い。
2号機
「アルテミスの荒鷲」を自称するバルサム・アーレンド少尉の搭乗機。オルテュギアを奪いアルテミスを脱走したカナードたちを追撃するが、ALの防御力を過信した隙を突かれ、ビームナイフでコックピットを貫かれて撃破される。コックピット以外の無事な部分はカナードによって回収され、半壊した1号機の修理パーツに利用される。
3号機
先行の2機とは異なり、フォトストーリー作品『機動戦士ガンダムSEED ASTRAY B』に登場。「アルテミス」のジェラード・ガルシアが、カナードによる1号機強奪と月面プトレマイオス基地襲撃の責任を叢雲劾になすりつけようとして、残った3号機（搭乗者名不明）で始末させようとするが、ラミネート装甲を施されたタクティカルアームズで光波防御帯を破られ撃破される。
小説版『DESTINY ASTRAY』では、機体の修復後に「ユーラシアの英雄」イワン・ザンボワーズの手に渡り、反ユーラシア連邦政府活動に投入されるが、イライジャ・キールとの戦いに敗れ、再度破壊される。

## ハイペリオンG
『機動戦士ガンダムSEED FRAME ASTRAYS』から登場。ハイペリオンの製造中止に不服だったアクタイオン社が、地球連合軍への猛アピールで配備を承認させた量産試作機。ベースフレームは基本的に試作機からの流用であるが、投入領域を陸上のみに限定し、各部の機能・装備を簡略化することで大幅な低コスト化を図っている。頭部センサーはガンダムヘッドからデュアルセンサーをゴーグルで覆う方式に変更され、エネルギー、コスト面で問題のあったA.L.は、右ウイングバインダー先端の1基を残してすべて排除された。左バインダーは完全撤去され、代替として武装用のマウントラッチを設置している。ラッチは縦軸の旋回範囲をもち、固定した火器は可動砲台として使用可能となっている。
東アジア共和国第13密林保護区にて、傭兵部隊「サーペントテール」リーダー叢雲劾、同地域の連合軍司令官代理を務める戦闘用コーディネイター、スリー・ソキウスが現地の反乱軍ゲリラ鎮圧任務のため、本機に搭乗する。機体の正規カラーは試作1号機に近い白とグレーだが、劾機のみはサーペントテールのチームカラーである青に塗装されている。なお、同じくサーペントテール所属のイライジャ・キールにも本機が与えられる予定だったが、自分が嫌うカナードの乗機の量産型という理由で搭乗を断っている。

### 武装・装備
機関砲
頭部両側に計2門装備する。
ビームナイフ「ロムテクニカRBWタイプ7001」
原型機から引き続き装備される。
ビームキャノン「フォルファントリー」
原型機と同様の装備だが、左側のバインダーが撤廃されたことから1基のみに削減されている。
RFW-99 ビームサブマシンガン「ザスタバ・スティグマト」
原型機から引き続き装備される。
GAU8M2 52mm機関砲ポッド
機体背部左側のマウントラッチに装備される。
対ビームシールド
左腕に携行する。105ダガーやストライクダガーのものと同型。
モノフェーズ光波防御シールド「アルミューレ・リュミエール」
右側のバインダーに1基装備する。

### ハイペリオンGR&ハイペリオンGL
雑誌『月刊ホビージャパン』に掲載された模型連動企画『機動戦士ガンダムSEED DESTINY ASTRAY R』に登場。作例はモデラーであるおれんじえびすが製作。物語中においてはこれに設定が付加されて登場する。
アクタイオン社の技術者ヴァレリオ・ヴァレリ（通称ダブルブイ）が、ターンレッドの護衛機として、ハイペリオンGをベースに改造した2機の機体。GRはバックパックの右側にアルミューレ・リュミエール発生器を、左側に機関砲ポッドを、ザスタバ・スティグマトを右腕に、シールドを左腕に装備。GLはこれらを左右逆に装備している。頭部アンテナ・手首・足部下部・シールドの色も、GRが青、GLが赤で塗り分けられている。機体名の「G」はオリジナルの「Ground Type（地上機）」ではなく、「Good（よくできた）」に由来している。操縦は「8」の複製AIである「80」によって行われ、ターンレッドとともにデスティニーインパルスRの僚機であるDIアダガに搭載されていた「バディ・システム」を模倣した「トリオ・システム」によって、高度な連携行動を可能としている。

### 量産型ハイペリオン宇宙仕様（正式名称不明）
『天空の皇女』にて、ヴァレリオおよびそれを借り受けたレオンズ・グレイブスが運用する宇宙戦用ハイペリオンの量産機。アルミューレ・リュミエールは試作機と同じデザイン・機能を持った機体全方向に光波シールドを展開するものが装備されている。アルミューレ・リュミエールを取り外して背部に長距離砲を装備したタイプも登場している。レオンズはフェアネス・ツヴァイクレが買い取ったアルテミス要塞を攻略しようとした際に特攻させたうえで核エンジンを臨界・自爆せようとした台詞があることから、核エンジンとNJCの搭載が示唆されている。